# Râul Alunul, Jiu
Râul Alunul este un curs de apă, afluent al râului Sadu. 